# Heinrich Goß
Heinrich Goß (* 17. März 1878 in Geinsheim in der Pfalz; † 4. Februar 1964 in Helmarshausen, heute ein Stadtteil der Stadt Bad Karlshafen) war als preußischer Verwaltungsbeamter Bürgermeister von Hürth.
Goß startete zunächst 1893 eine militärische Ausbildung und war bis 1909 Berufssoldat. Danach wechselte er in die Verwaltung und war Kreissekretär bei den Landratsämtern Saarbrücken und Wiesbaden. Später wechselte er als Kreisobersekretär in die Kölner Kreisverwaltung. Zum 1. Oktober 1931 trat Goß der NSDAP bei (Mitgliedsnummer 646.631). Nachdem Werner Disse auf Druck der Nationalsozialisten entlassen worden war, berief Landrat Philipp Heimann von der Deutschen Zentrumspartei Goß als "alten und zuverlässigen Nationalsozialisten" am 18. März 1933 zunächst zum kommissarischen Bürgermeister. Heimanns Nachfolger Heinrich Loevenich ernannte ihn am 26. Januar 1934 zum Bürgermeister der damaligen Großgemeinde Hürth. Aufgrund eines schweren Magenleidens wurde er Ende 1943 als dienstunfähig in den Ruhestand versetzt und Jakob Zimmermann wurde im Folgejahr sein Nachfolger. Goß verzog zunächst nach Lippoldsberg an der Weser. Später zog er mehrfach um. Zunächst in die Heimat seiner Frau nach Hohenlimburg, dann nach Lindlar, Konstanz, wieder zurück nach Lippoldsberg und dann nach Helmarshausen, wo er 1964 verstarb.